# Canto di una notte sull'Aspromonte/Revival
Canto di una notte sull'Aspromonte/Revival è l'ultimo singolo di Gilda pubblicato dalla Radio Records nel 1980.

## Tracce
Lato A
1. Canto di una notte sull'Aspromonte – 4:23

Lato B
1. Revival – 3:10